# Зграда Велике школе
Зграда Велике школе се налази у Београду, у Господар Јевремовој улици 22, као објекат значајан за почетак високог школства у Србији, као и за познате историјске личности који су у њој становали, представља непокретно културно добро као  споменик културе.

## Архитектура
Зграда Велике школе, познату као и Велика школа Ивана Југовића, чине два приземна објекта, дворишни, саграђен у периоду између 1789. и 1804. године и улични, изграђен 1862. године, који су каснијим доградњама спојени у јединствену грађевинску целину.
Зграда у којој је била смештена школа подигнута је као турска породична кућа, вероватно окружена баштом. Озидана је бондручно, са испуном од опеке. Имала је двосливни кров од ћерамиде, бар за време откако се може пратити кроз ликовне изворе. Испод једног дела, објекат има подрум, док је други спојен са суседним објектом који се почео градити 1933. године на истом имању и од истог власника. Зграда у којој је била смештена Велика школа имала је доста измена и поред њих сачувао је своје основне каракатеристике, форму и диспозицију. Прва промена изведена је у периоду  1858-1864. године. Најрадикалнија измена била је 1960-62. године. Првобитни улаз маскиран је зидом, исправљена је линија крова, извршена нивелација дворишта, а објекат је потпуно „прилагођен“ модерном становању.

## Oтварање школе
У дворишном објекту је 30. септембра 1808. године, свечаном беседом Доситеја Обрадовића уз присуство председника и чланова Правитељствујушчег совјета, отворена Велика школа, прва виша школа у Србији. Године 1809. Велика школа је премештена у зграду данашњег Вуковог и Доситејевог музеја, а пробитна зграда је уступљена Ивану Југовићу,првом предавачу и директору Велике школе чија се делатност везује за рад Правитељствујушчег совјета и рад прве више просветне установе у Београду и Србији.

## Делфа Иванић је спасила ову згрду од рушења
Делфа Иванић је у својим Успоменама оставила запис како је у јулу-августу 1930—1931. године у Липику упорно, данима утицала да Аца Станојевић не руши зграду која је данас Музеј Доситеја и Вука. Он је то паланирао и као општински одборник града Београда у своме реферату поднео је предлог, да се ради регулације улице сруши зграда Музеја Доситеја и Вука, а она се због културних разлога противила таквој његовој одлуци. На крају ју је послушао и обећао јој, да ће се при повратку у Београд повући та одлука, што се и десило. Њени аргументи су били да се свуда у културном свету, љубоморно чувају такви споменици културе, и по цену уређења улица. Навела му је као класичан пример у Франкфурту на Мајни – Хајнеову виршлерницу, коју су Немци љубоморно чували и сачували је као њихов културни споменик, иако је била на сред улице. Око овог предлога Аце, Делфа се са њим скоро сваког дана жучно препирала. Доказивала је да би то била велика грешка и наша велика срамота, ако би се тај предлог његов прихватио и извршио. Сматрала је да би то био грех према нашој народној култури.